# La Femme du notaire
La Femme du notaire est le quatrième album de la série de bande dessinée Une aventure de Jacques Gipar de Thierry Dubois (scénario) et Jean-Luc Delvaux (dessin). Il fut publié en janvier 2013 aux Éditions Paquet, dans la collection Calandre.

## Résumé
Un soir de février 1954, à Albert, un représentant de commerce est abattu à sa descente de voiture. Les circonstances du crime étant mystérieuses, Jacques Gipar part enquêter sur place pour le compte de son journal, accompagné de son comparse Petit Breton. Alors que leurs investigations les conduisent à l'étude de Maître Delachaux, notaire d'un bourg voisin, ce dernier est également retrouvé assassiné. Un troisième crime viendra compliquer l'affaire, la police suspectant des gitans d'un campement proche. Gipar finira par élucider l'affaire et à confondre le vrai coupable.

## Personnages principaux
- Jacques Gipar : journaliste à la revue France Enquêtes
- Petit Breton, collaborateur de Gipar
- Georges Duteil, journaliste à la Dépêche picarde
- Léa Delachaux, épouse du notaire de Château-Vieux
- Rémy Gloudot, clerc du notaire Delachaux
- Jean-Michel Cachin, demi-frère de madame Delachaux
- Manolo, gitan
- Gino, fils de Manolo
- Général, inspecteur de police

## Véhicules remarqués

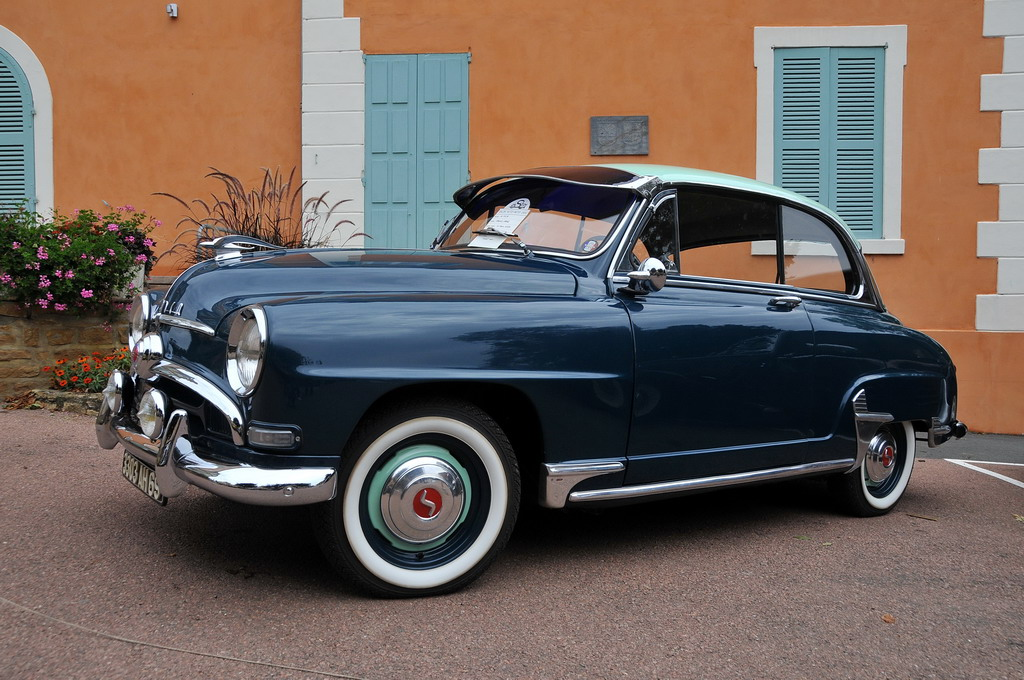
Une Simca Aronde Grand Large 1954.

- Renault 4CV, voiture du représentant de commerce abattu
- Simca Aronde coupé Grand Large 1954, voiture de Gipar
- Hotchkiss Artois, voiture du notaire Delachaux
- Citroën 11 normale, voiture de la police nationale
- Panhard Dyna X, voiture de Léa Delachaux, également utilisée par Cachin

## Lieux visités
- Albert
- Paris
- Amiens